# Noomane Fehri
Pour les articles homonymes, voir Fehri.
Noomane Fehri (arabe : نعمان الفهري), né en 1965 à El Mida (gouvernorat de Nabeul), est un homme politique et ingénieur en géophysique tunisien.

## Biographie
Après des études secondaires à Menzel Temime, il obtient son baccalauréat en 1984. Une bourse nationale lui permet de poursuivre ses études à l'étranger. Il obtient une maîtrise en physique de l'université Pierre-et-Marie-Curie en 1989, un DEA en géophysique de l'École normale supérieure et de l'université Paris-Nanterre en 1990, ainsi qu'un diplôme d'ingénieur en géophysique de l'Institut français du pétrole en 1992.
En janvier 2010, il fonde en Tunisie un cabinet international de conseil en technologie, avec une expérience dans la gestion et le développement d'entreprises dans les domaines des technologies de l'information et de la communication, bancaire et énergétique. Il occupe par ailleurs des postes de direction dans des sociétés comme Schlumberger, KPMG et Atos et gère des filiales de multinationales en France, en Indonésie, à Singapour, en Suède, au Royaume-Uni, en Tunisie, en Libye et en Algérie.
Cofondateur du parti Afek Tounes en 2011, il est élu le 23 octobre de la même année à l'assemblée constituante, comme représentant de son parti dans la première circonscription de Nabeul ; il est réélu au sein de l'Assemblée des représentants du peuple le 26 octobre 2014.
Le 6 février 2015, il est nommé ministre des Technologies de l'Information et des Communications dans le gouvernement Essid.